# Леонард, Бретт
Бретт Леонард (англ. Brett Leonard) — американский актёр, кинорежиссёр и сценарист.

## Биография
Бретт Леонард родился 14 мая 1959 года в Толидо, штат Огайо. Его режиссёрский дебют состоялся в 1989 году (фильм «Колодец смерти»). Известность ему принёс фантастический фильм «Газонокосильщик» в жанре киберпанк. Леонард написал к нему сценарий (под рабочим названием «Кибернетический бог») и сам поставил картину. Чтобы привлечь внимание к фильму, студия New Line Cinema пыталась выдать картину за экранизацию рассказа Стивена Кинга «Газонокосильщик», но писатель подал в суд и потребовал убрать своё имя из титров. «Газонокосильщик» стал для своего времени прорывом в изображении виртуальной реальности в кино, а также обыгрывал идеи развития интеллекта из рассказа Дэниела Киза «Цветы для Элджернона».
В 1995 году сразу два фильма Бретта Леонарда номинировались на получение гран-при Международного кинофестиваля в Каталонии.

## Избранная фильмография
| Избранная фильмография | Избранная фильмография          | Избранная фильмография        | Избранная фильмография                          |
| Год                    | Название на русском             | Оригинальное название         | Участие                                         |
| ---------------------- | ------------------------------- | ----------------------------- | ----------------------------------------------- |
| 1989                   | Колодец смерти                  | The Dead Pit                  | режиссёр, сценарист, актёр (эпизодическая роль) |
| 1992                   | Газонокосильщик                 | The Lawnmower Man             | режиссёр, сценарист                             |
| 1995                   | Убежище                         | Hideaway                      | режиссёр                                        |
| 1995                   | Виртуальность                   | Virtuosity                    | режиссёр                                        |
| 1998                   | Т-Рекс: Исчезновение динозавров | T-Rex: Back to the Cretaceous | режиссёр                                        |
| 2005                   | Леший                           | Man-Thing                     | режиссёр, актёр                                 |
| 2005                   | Вскармливание                   | Feed                          | режиссёр                                        |
| 2007                   | Горец: Источник                 | Highlander: The Source        | режиссёр                                        |
| 2009                   |                                 | Truth?                        | режиссёр, сценарист, продюсер                   |